# Country Life Acres
Country Life Acres – wieś w Stanach Zjednoczonych, w stanie Missouri, w hrabstwie St. Louis.